# Marcel Carrère
Pour les articles homonymes, voir Carrère.
Marcel Carrère, né le 12 septembre 1913 à Juvisy-sur-Orge (France) et mort le 18 mars 1979 à Clamart, est un policier français. Il fut le commissaire divisionnaire qui dirigea l'Office central pour la répression du trafic illicite des stupéfiants (OCRTIS) de 1966 à 1971. En collaboration avec les services américains du Bureau des narcotiques et des drogues dangereuses (BNDD), il lutta contre les filières de la French Connection.

## Biographie

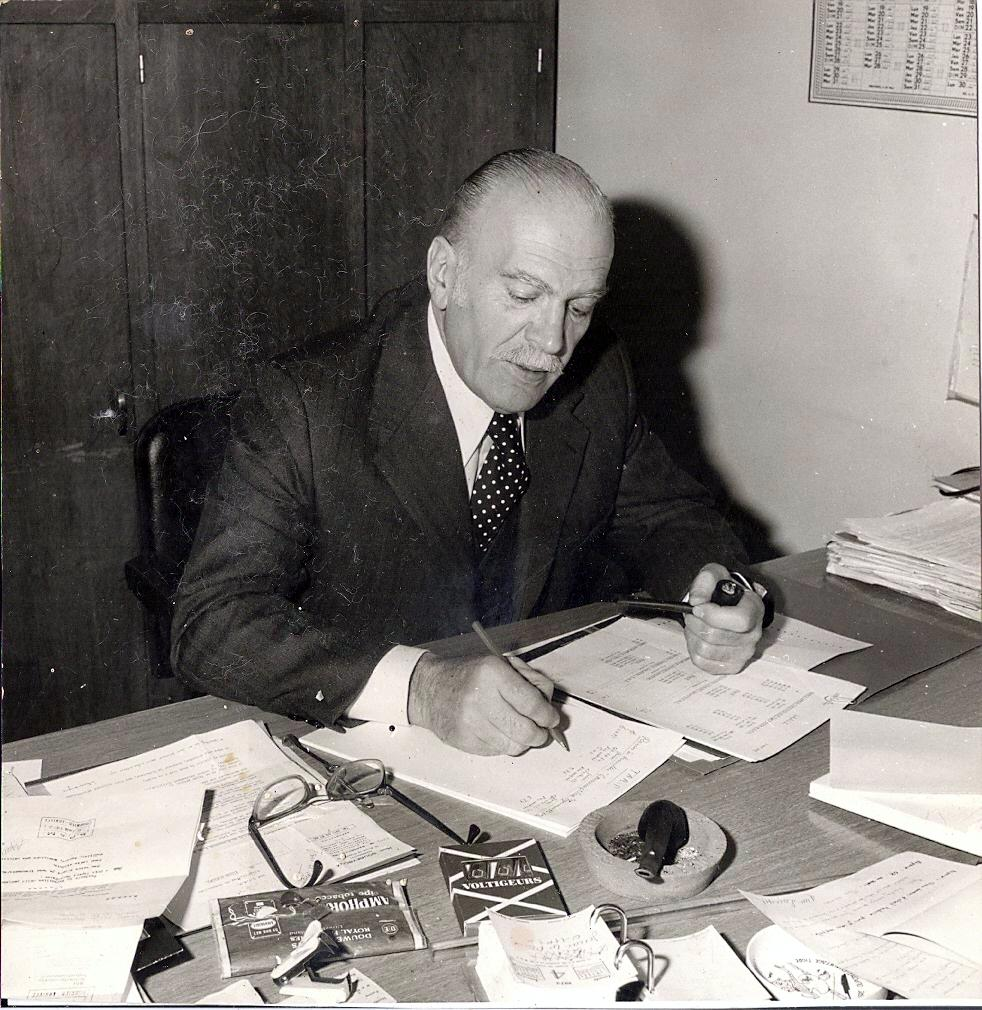
Marcel Carrère à son bureau.

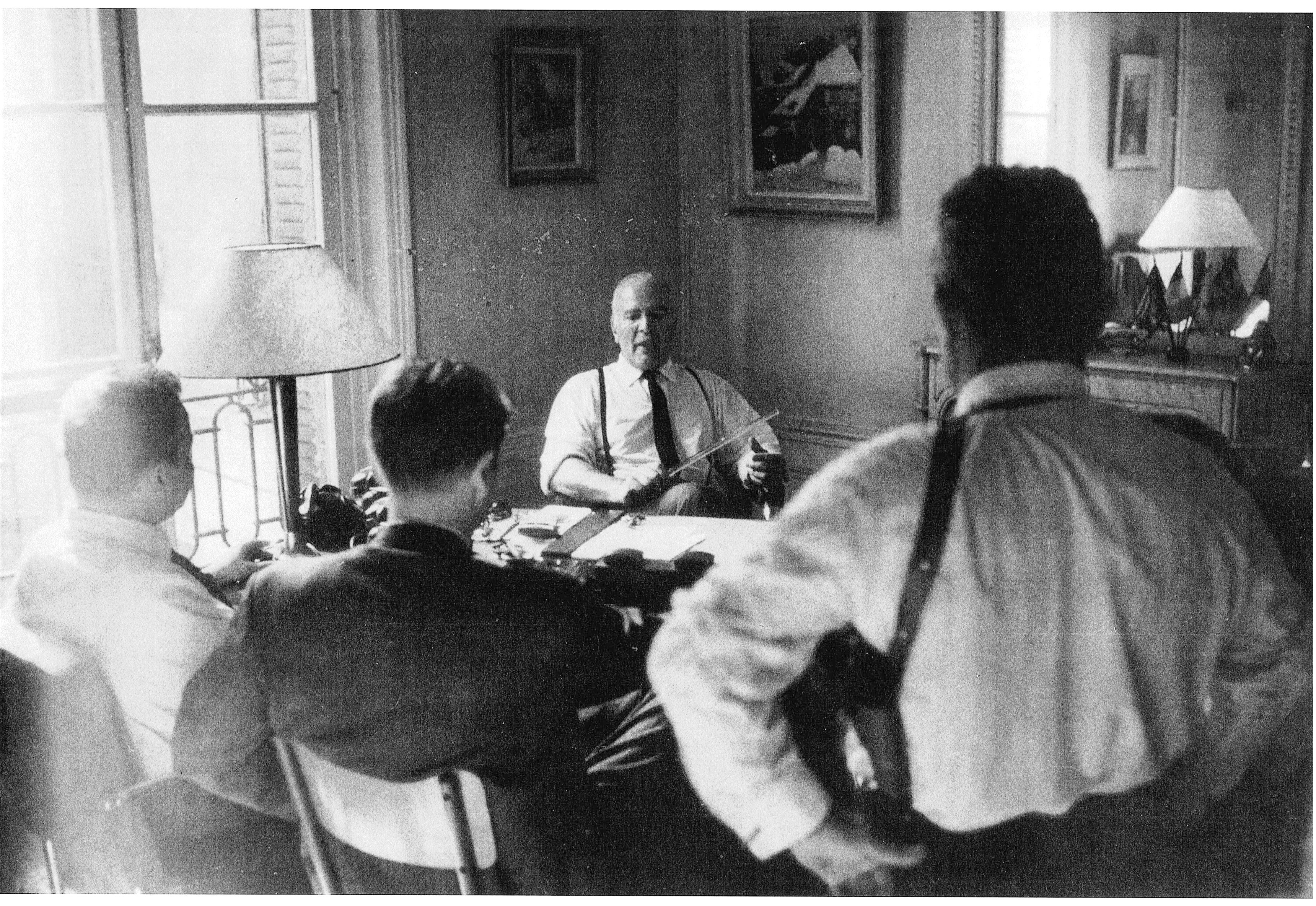
Marcel Carrère à l'OCRTIS, en juillet 1968.

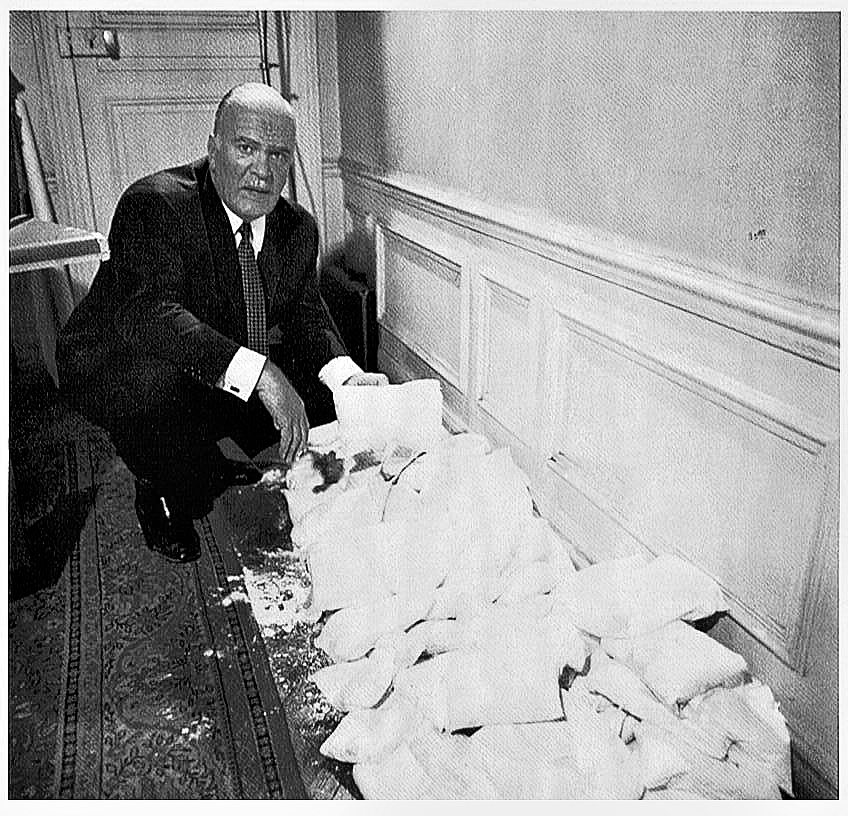
Marcel Carrère devant une saisie importante d'héroïne blanche.

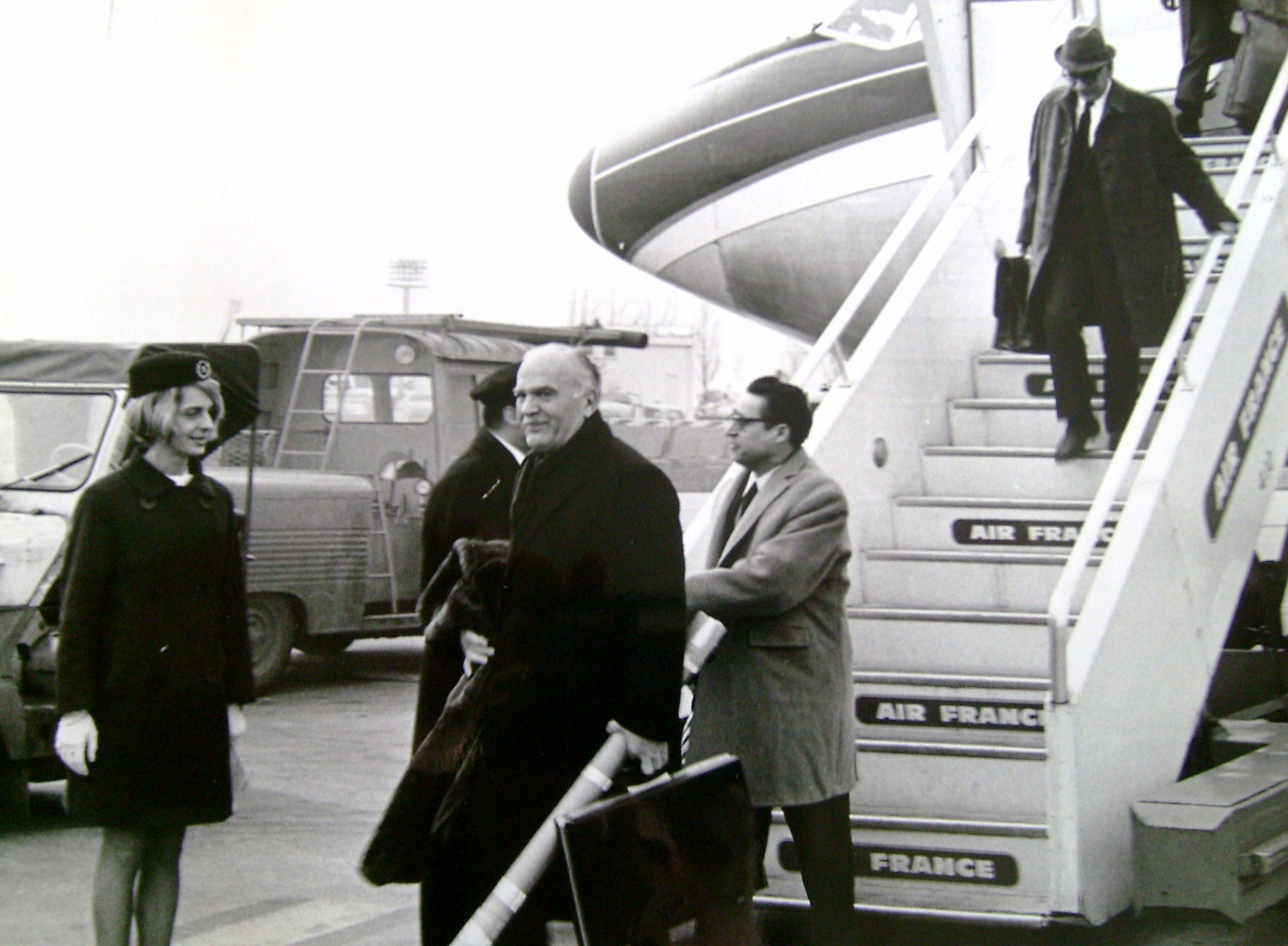
Marcel Carrère à l'aéroport de Washington D.C., début février 1970. Derrière lui, Honoré Gévaudan puis Max Fernet.

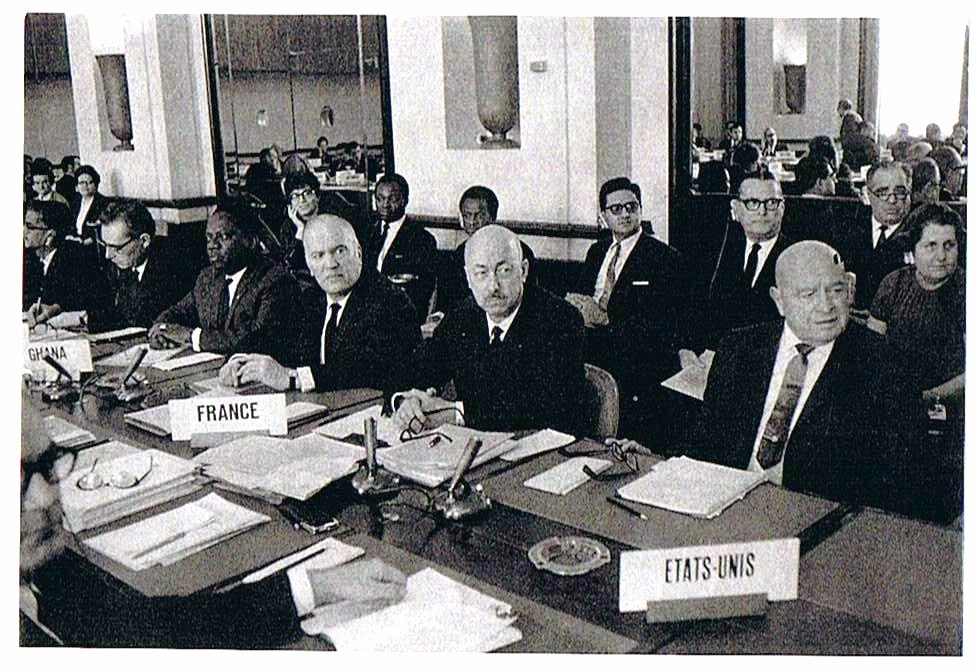
Marcel Carrère à l'ONU, le 26 juin 1971.

Marcel Roger Carrère fut l'un des quatre fils d'une concierge et d'un employé de la SNCF qui vécurent dans le centre de Juvisy-sur-Orge. À vingt-deux ans, il entra dans la police nationale comme simple gardien de la paix. Neuf ans plus tard, le 18 août 1944, commissaire de 3e classe, 2e échelon, il fut affecté au service de la sécurité publique de Meudon, où il résida 1, rue Porto-Riche puis 25, avenue Le Corbeiller, jusqu'à sa mort. En 1955, il accéda au grade de commissaire principal, et, le 31 janvier 1962, devint sous-chef du service régional de la police judiciaire de Paris. 
Selon Honoré Gévaudan (1920-1999), alors directeur central adjoint de la police judiciaire, il fut le premier commissaire divisionnaire français à travailler en permanence sur le plan international : « Son office, destiné à réprimer le trafic sur l'ensemble du territoire, se réduisait à seize inspecteurs, pas un de plus. Ils étaient confinés dans trois bureaux d'un recoin de la rue des Saussaies, sombre, lugubre, indigne même de la police française qui n'a jamais été gâtée sur le plan de l'immobilier. Mais Carrère avait donné à sa boutique un lustre qui dépassait les frontières. [...] Certes, sa spécialité le lui imposait, mais son entregent, sa cordialité, sa faconde en faisaient le flic le plus connu hors de France. Il avait visité les États-Unis, l'Amérique du Sud : il participait à toutes les réunions qui, déjà, se multipliaient à travers le monde. Il prenait parfois son bâton de pèlerin et parcourait l'Hexagone, où il dispensait des conférences agrémentées de la présentation de semelles de haschisch, de boulettes d'opium, d'échantillons d'héroïne, de pipes, de shilums, de diapositives. Il emportait tout cela dans une valise comme un voyageur de commerce qui étalerait ses produits non pour les vendre mais pour qu'on en connaisse les dangers et qu'on s'en méfie. Il compensait par sa personnalité attachante la petitesse des moyens dont il disposait. » Le FBI quant à lui le considérait comme « le meilleur spécialiste du monde » parce que ses services avaient saisi « plus d'une tonne de drogue en moins de trois ans ». 
Le 20 mars 1967, à l'aéroport d'Orly, après quatorze mois d'enquête, il arrêta notamment deux PDG, deux ingénieurs, deux complices, qui transportaient douze oscilloscopes, avec, à l'intérieur de chacun d'eux, un kilo d'héroïne. En juillet 1968, inspiré par la mésaventure de Jacques Angelvin, il s'illustra en démantelant le gang dit des « DS truquées » : « 112 kilos d'héroïne pure, à 200 millions le kilo au prix de détail, soit une valeur de 22 milliards 400 millions d'anciens francs », à cette époque « le coup le plus dur jamais porté aux trafiquants ». En mars 1969, après une longue filature, il mit encore la main sur un atelier de conditionnement clandestin, situé à Montrouge, où trois individus s'apprêtaient à confectionner, dans une baignoire, 22 kilos 500 de cette même drogue.
Pourtant, malgré ces résultats, Richard Nixon adressa début août 1969 une lettre au nouveau président Georges Pompidou pour que soit encore intensifiée la lutte contre les filières des parrains Marcel Francisci, Jean-Baptiste Croce, Jean-Baptiste Andreani, Jo Cesari, Jean-Jé Colonna, les frères Guérini, Orsini, Venturi, Lotti, en tout une quinzaine de clans mafieux, alors en pleine expansion outre-atlantique, dopées par la guerre du Viêt Nam, alimentées par l'opium d'origine turque et accusées de fournir 80 % de la meilleure héroïne blanche des États-Unis. Les Français protestèrent, invoquant, à juste titre, les apports en provenance du Triangle d'or, ignorant la renaissance d'une quelconque filière française de drogue vers les États-Unis, prétendant même, dans un rapport remis par l'OCRTIS au ministère de l'Intérieur, que « les laboratoires de transformation de morphine-base en héroïne se trouvaient aux États-Unis » ; les Américains, dont les inquiétudes étaient fondées, qui considéraient cette Union corse comme plus dangereuse que Cosa nostra et menaient une campagne excessive de dénigrement contre la France, persistèrent. 
À compter de début septembre 1969, des efforts substantiels furent consentis, la police judiciaire devant remettre chaque semaine à la Place Beauvau un rapport sur les prises et les enquêtes en cours. Les 8 et 15 octobre, des auditions parlementaires, présidées par Alain Peyrefitte, alors président de la Commission des Affaires culturelles et sociales de l'Assemblée nationale, furent organisées, et, le 7 novembre, Richard Nixon adressa ses félicitations à Georges Pompidou. 
Un an plus tard, le 31 décembre 1970, le gouvernement de Jacques Chaban-Delmas adopta la loi antidrogue prohibant « l’usage, la production, la cession ainsi que la présentation sous un jour favorable des stupéfiants ». Le 3 janvier 1971, les peines de réclusion pour les « marchands de mort » quadruplèrent, passant de cinq à vingt années — quarante pour les récidivistes —, et, le 26 février de la même année, par la signature à Paris d'un protocole d'accord entre le ministre de l'Intérieur Raymond Marcellin et le procureur général John Newton Mitchell, fut entérinée la coopération entre les polices des deux pays. À cette occasion, Français et Américains révélèrent les résultats d'une enquête qui permit de démanteler un réseau de vingt-trois trafiquants internationaux. On apprit que trois cent cinquante-huit kilos de morphine-base avaient été saisis deux jours plus tôt, au large de Port-Saint-Louis-du-Rhône, et qu'en tout, depuis le 8 août 1969, six cent soixante-quinze trafiquants avaient été arrêtés. 
Mais cela demeurait encore insuffisant pour endiguer un phénomène qui gangrenait la jeunesse américaine, le nombre d'héroïnomanes ne cessant de croître. Selon les chiffres du BNDD, qu'Edward Jay Epstein pense artificiellement gonflés afin de faire pression sur la Maison-Blanche, il serait passé de 69 000 en 1969, à 322 000 en 1970, puis à 560 000 en 1971. La contagion, quoique statistiquement limitée, commençait même à s'étendre à la population des grandes métropoles françaises, où l'on pouvait rencontrer des drogués en pleine rue, dans des écoles, casernes, clubs, boîtes de nuit… Le cœur du problème, selon Raymond Marcellin, venait du fait que « le combat contre la drogue », spectaculairement traité par les médias, volontiers alarmistes, jouant sur les peurs et les fantasmes, passait en vérité « à l'arrière-plan des préoccupations de la direction centrale de la police judiciaire », submergée par l'augmentation des délinquances de toutes natures.
Le 15 juin 1971, Richard Nixon, qui briguait l'élection présidentielle américaine de 1972, repartit à l'assaut en déclarant « la guerre à outrance contre la drogue » et, le 26, eut lieu à l'ONU la journée internationale contre l'abus et le trafic illicite des drogues. Un mois plus tard, le 26 août, dans une interview provocatrice et controversée au journal Le Méridional, téléguidée par sa hiérarchie, John T. Cusack, un ancien de la US Navy fraîchement nommé directeur du BNDD pour l'Europe, prétendit que « trois ou quatre gros bonnets » se sentaient « en sécurité » à Marseille. Le directeur central de la police judiciaire, Max Fernet (1910-1997), retraité le 12 décembre 1971, eut beau répliquer que ces allégations étaient injustifiées, de nouveaux moyens furent immédiatement débloqués : micros espions, télé-objectifs, jumelles marines, voitures rapides, écoutes téléphoniques, crédits provenant des fonds spéciaux, les mille cinq cents agents du Bureau des Narcotiques et des Drogues Dures de Washington D.C., dirigé par John E. Ingersoll, bénéficiant quant à eux d'un budget de quelque quarante-trois millions d'euros.
Paris était en lutte ; Washington, en campagne. Aux saisies et aux arrestations ponctuelles pour essayer de contenir dans des limites acceptables un « milieu » qu'on connaissait parfois très bien, devait succéder la bataille sans concessions jusqu'à l'éradication complète du problème. Puisque « la French Connection, œuvre de la pègre et de la pègre seule, [avait] prospéré sur le fumier de la négligence et non de la connivence, de l'indifférence et non de la collusion, de l'ignorance et non de la vénalité, [...] le crime n'intéress[ant] aucunement les gouvernements tant qu'il ne recèle pas l'ingrédient politique à incidence électorale », il fallut prendre des mesures radicales. L'effectif de l'OCRTIS passa de seize à quarante agents, celui de la brigade des stupéfiants de Marseille, de sept à soixante-dix-sept, plusieurs centaines de fonctionnaires furent affectés à la lutte contre le trafic, plusieurs milliers d'autres, formés, et un remaniement des dirigeants, même s'ils n'avaient pas failli, s'avéra inévitable : John T. Cusack, par un « mouvement interne à son administration », céda la place à Paul Knight, le commissaire principal Marcel Morin, trente-cinq ans, devint, en remplacement d'Antoine Comiti, muté à Montpellier, chef de la brigade de Marseille, et, en juillet 1971, le commissaire divisionnaire François Le Mouël, quarante-trois ans, créateur en 1964, avec Marcel Morin, de la brigade de recherche et d'intervention dite « antigang » (BRI-PP), succéda à Marcel Carrère à la tête de l'Office central.

## Publication
- Dictionnaire de l'argot moderne, en collaboration avec Géo Sandry, Éditions du Dauphin, 1953 (diffusé dans 35 pays, réédité 16 fois).

## Distinctions
- Chevalier de la Légion d'honneur
- Chevalier de l'ordre des Palmes académiques